# Clark (California)
Clark era un insediamento nella contea di Inyo in California. Si trovava a sud di Furnace.